# Campeonato Europeo de Judo de 1984
El XXXII Campeonato Europeo de Judo se celebró en dos sedes distintas: el campeonato masculino en Lieja (Bélgica) entre el 3 y el 6 de mayo y el femenino en Pirmasens (RFA) entre el 16 y el 18 de mayo de 1984 bajo la organización de la Unión Europea de Judo (EJU).

## Medallistas

### Masculino
| Evento            | Oro                           | Plata                         | Bronce                                                          |
| ----------------- | ----------------------------- | ----------------------------- | --------------------------------------------------------------- |
| –60 kg            | Jazret Tletseri URSS          | Felice Mariani · Italia       | Patrick Roux · Francia · Carlos Sotillo Martínez · España       |
| –65 kg            | Marc Alexandre Francia        | Jaroslaw Kříž Checoslovaquia  | Stephen Gawthorpe · Reino Unido · Luc Chanson · Suiza           |
| –71 kg            | Tamaz Namgalauri URSS         | Serge Dyot Francia            | Joaquín Ruiz Llorente · España · Istvan Nagy · Rumania          |
| –78 kg            | Neil Adams Reino Unido        | Dennis Fogarasi · Hungría     | Michel Nowak Francia Yuri Merkulov URSS                         |
| –86 kg            | Vitali Pesniak URSS           | Roland Borawski RDA           | Ben Spijkers · Países Bajos · Peter Seisenbacher · Austria      |
| –95 kg            | Günther Neureuther RFA        | Robert Van de Walle · Bélgica | Roger Vachon · Francia · Robert Köstenberger · Austria          |
| +95 kg            | Alexander von der Groeben RFA | Dietmar Pufahl RDA            | Willy Wilhelm · Países Bajos · Vladimír Kocman · Checoslovaquia |
| Categoría abierta | Angelo Parisi Francia         | Grigori Verichev URSS         | Robert Van de Walle · Bélgica · Mihai Cioc · Rumania            |

### Femenino
| Evento            | Oro                               | Plata                         | Bronce                                                      |
| ----------------- | --------------------------------- | ----------------------------- | ----------------------------------------------------------- |
| –48 kg            | Karen Briggs Reino Unido          | Fabienne Boffin Francia       | Dolores Veguillas Díaz · España · Birgit Friedrich · RFA    |
| –52 kg            | Edith Hrovat · Austria            | Patricia Montaguti · Italia   | Inge Heuvelmans · Países Bajos · Sacramento Moyano · España |
| –56 kg            | Diane Bell Reino Unido            | Gerda Winklbauer · Austria    | Regina Philips RFA Béatrice Rodriguez Francia               |
| –61 kg            | Martine Rottier Francia           | Petra Wahnsiedler RFA         | Ann Hughes · Reino Unido · Laura Di Toma · Italia           |
| –66 kg            | Brigitte Deydier Francia          | Roswitha Hartl · Austria      | Irene de Kok · Países Bajos · Godelieve Lieckens · Bélgica  |
| –72 kg            | Barbara Claßen RFA                | Christine Cicot Francia       | Fabienne Antoine · Bélgica · Theresa Hayden · Reino Unido   |
| +72 kg            | Marjolein van Unen · Países Bajos | Natalina Lupino Francia       | Maria Teresa Motta · Italia · Marica Arsenović · Yugoslavia |
| Categoría abierta | Natalina Lupino Francia           | Maria Teresa Motta · Italia · | Karin Kutz RFA Sandra Bradshaw Reino Unido                  |

## Medallero
| Núm. | País           | Oro | Plata | Bronce | Total |
| ---- | -------------- | --- | ----- | ------ | ----- |
| 1    | Francia        | 5   | 4     | 4      | 13    |
| 2    | RFA            | 3   | 1     | 3      | 7     |
| 3    | URSS           | 3   | 1     | 1      | 5     |
| 4    | Reino Unido    | 3   | 0     | 4      | 7     |
| 5    | Austria        | 1   | 2     | 2      | 5     |
| 6    | Países Bajos   | 1   | 0     | 4      | 5     |
| 7    | Italia         | 0   | 3     | 2      | 5     |
| 8    | RDA            | 0   | 2     | 0      | 2     |
| 9    | Bélgica        | 0   | 1     | 3      | 4     |
| 10   | Checoslovaquia | 0   | 1     | 1      | 2     |
| 11   | Hungría        | 0   | 1     | 0      | 1     |
| 12   | España         | 0   | 0     | 4      | 4     |
| 13   | Rumania        | 0   | 0     | 2      | 2     |
| 14   | Suiza          | 0   | 0     | 1      | 1     |
| 14   | Yugoslavia     | 0   | 0     | 1      | 1     |
|      | TOTAL          | 16  | 16    | 32     | 64    |